# Liste polizeilicher Abkürzungen
Die Liste polizeilicher Abkürzungen enthält Abkürzungen bei Polizeien des deutschsprachigen Raums.

Die Angaben in Klammern geben in einigen Fällen die Herkunft an:

AT = Österreich

CH = Schweiz

DDR = Deutsche Demokratische Republik (1949–1990)

DE = Deutschland

DR = Deutsches Reich (insbesondere Zeit des Nationalsozialismus 1933–1945)

EU = Europäische Union

## Zahlen
0
Notruf (Funkmeldesystem(=FMS)-Status),
01
Verursacher oder Hauptverursacher eines Verkehrsunfalls
Freie Streife, Auftragsannahme möglich
02
02, 03 usw. = weitere Unfallbeteiligte, wobei höhere Zahlen in der Regel eine geringere Beteiligung an der Unfallursache bedeuten
Einsatzbereit auf der Wache, als FMS-Status 2 (NRW)
03
Belegte Streife, Auftragsannahme nicht möglich
Auf der Anfahrt zum Einsatz, als FMS-Status 3 (NRW)
04
Am Einsatzort eingetroffen, als FMS-Status 4 (NRW)
05
Sprechwunsch, als FMS-Status 5 (NRW)
06
Einsatzmittel außer Dienst, als FMS-Status 6 (NRW)
07
Kfz-Halter-Abfrage
Datenabfrage (NRW), als FMS-Status 7
09
Fahndungsabfrage, als FMS-Status 9/PP Leitstelle
014
Einsatzfahrzeug
015
Dienststelle
016
Diensthund
017
Bombendrohung
018
BGS
019
Beobachtende Fahndung
020
Begleitschutz (auch Eskorte)
021
Banküberfall
022
Bande
023
Ausländer
024
Aufenthaltsermittlung
025
Zechprellerei
026
Widerstand (z. B. Widerstand gegen Vollstreckungsbeamte)
027
Wasserwerfer
028
Waffen
029
Verstärkung
030
Versammlung
031
Verletzt
032
Verkehrsunfallflucht
033
Verkehrsunfall
034
Verkehrsbehinderung
035
Verfolgung
036
Verdächtige Person
037
Unfall
038
Überfall
039
Totschlag
040
Tanker
041
Täter
042
Tatort
043
Streit
044
Standort
045
Sprengstoffanschlag
046
Sittlichkeitsdelikt
047
Sicherheitsstellung
048
Selbsttötung (auch Suizid, Selbstmord, Freitod)
049
Schwertransport
050
Abschleppdienst
051
Absperrung
052
Alarmstufe
053
Alarmnotruf ausgelöst
054
Amtshilfe
055
Ansammlung
056
Arzt
057
Ausbruch
058
Bedrohung/Belästigung
059
Begleitkommando/Eskorte
060
Bereitschaftspolizei (auch BEPO/BP)
061
Beschlagnahme
062
Betriebskampfgruppe
063
Betrug/Betrüger
064
Betrunkener
065
Binnenschiff
066
Blutentnahme
067
Brand/Feuer
068
Bundeswehr
069
Demonstration
070
Diebstahl
071
Durchsuchung
072
Einbruch/Einbrecher
073
Einschleicher
074
Erkennungsdienst (ED)
075
Exhibitionist
076
Fahndung nach
077
Handy benutzen
078
Passagierschiff
079
Fahrzeughalter feststellen
080
Falschgeld
081
Festnahme, Ingewahrsamnahme
082
Feuerwehr
083
flüchtig/Flüchtling
084
Flugzeugabsturz
085
Frachtschiff
086
Funkstreife
087
Fußstreife
088
Gasgeruch/Exitus
089
Gasvergiftung
090
Gefangenentransport
091
Geisteskranker/psychisch Kranker
092
Geldtransporter
093
Gesuchter
094
Grober Unfug
095
Hafenfahrzeug
096
Haus-Familienstreit
097
Havarie
098
Hilfeersuchen
099
Hilfloser
100
Hoheitsfahrzeug
101
Kollision
102
Kommission
103
Körperverletzung
104
Kraftfahrzeug
105
Krankenwagen
106
Kriminalpolizei (Kripo)
107
Leiche
108
Militärpolizei/Feldjäger
109
militärische Einsatzkontrolle
110
Mörder/Mord
111
Munitionsfund
112
Notlandung
113
Notruf
114
Ölverschmutzung
115
Raub/Suizidgefahr
116
Rauschgift/Drogen
117
Reserve
118
Ruhestörung
119
Schlägerei
120
Schmierkolonne
121
Schusswaffengebrauch
224
Geschwindigkeitskontrolle
226
Überprüfung EDV
228
Staatsanwalt
229
Observation
230
Hubschrauber
231
Geiselnahme/Entführung
232
Geisel
233
Erkenntnisse
234
Nicht einsatzbereit
235
Einsatzbereit

## A
A
Abschnitt (Berlin)
AAK
Atemalkoholkonzentration
AAW
Altanwärter (PP München)
Acht
Handfessel/Handschellen
ADL
Außendienstleiter (Einsatzleiter)
AD
Autobahndreieck
ADV
Allgemeiner Datenvergleich (Personenüberprüfung)
AGV
Anti-Gewalt-Veranstaltung (Berlin)
AHU
Alarmhundertschaft
AE
Aufenthaltsermittlung
Anzeigeerstatter (Baden-Württemberg)
AFZ
Aus- und Fortbildungszentrum
AHM
Anhaltemeldung
AK
Autobahnkreuz
ALA
Ausländeramt
ALPol
Abteilungsleiter Polizei
AM
Autobahnmeisterei
AMS (amtlich eAMS)
Asservaten-Management-System (deutschlandweit einheitlich)
Anton
Bezeichnung für Einsatzende per FMS (RLP)
AO
Aufbauorganisation
AP
Autobahnpolizei (in bestimmten Regionen auch PAT = Polizeiautobahntrupp)
API
Autobahnpolizeiinspektion (AT)
APRev
Autobahnpolizeirevier
APS
Autobahnpolizeistation (nicht bundesweit)
APW
Autobahnpolizeiwache (NRW)
AS
Anschlussstelle; Autobahnauffahrt bzw. Autobahnabfahrt
AT
Alkoholtest
ATG
Alkoholtestgerät, vgl. Alkomat
AuF
Aus- und Fortbildung
AZ
Aktenzeichen
AZR
Ausländerzentralregister
AZW
Arzt zur Wache (zur Blutprobe)

## B
BA
Kennzeichen der Bayerischen Bereitschaftspolizei (Zulassungsort Bamberg/Sitz des Präsidiums)
BAB
Bundesautobahn
BaPo
Bahnpolizei
BAK
Blutalkoholkonzentration
BAO
Besondere Aufbauorganisation
BAP
Besonders auffällige Person(en), Begriff der Polizei Hamburg
BaSt
Bildannahme-Station
BD
Bezirksdienst, Beamter, der für einen bestimmten Bezirk verantwortlich ist und dort als Ansprechpartner für die Bürger dienen soll (in vielen Bundesländern Kontaktbereichsbeamter), in Baden-Württemberg Bezeichnung für den Ermittlungsdienst der Schutzpolizei innerhalb größerer Städte, der für kleinere und mittlere Delikte zuständig ist – in ländlichen Gebieten werden diese Aufgaben in Baden-Württemberg durch sogenannte Polizeiposten wahrgenommen.
Schweiz: Bereitschaftsdienst
BE
Blutentnahme
BeDo
Beweissicherung und Dokumentation (meist als BeDo-Trupp) – dokumentiert video- und fotografisch polizeilich relevante Sachverhalte, z. B. bei Demonstrationen, Festnahmen mit SEK-Beteiligung u. a. – bei der Bayerischen Bereitschaftspolizei jetzt BeSi (Beweissicherung)
BeDoKW
Beweissicherungs- und Dokumentationskraftwagen
BEFA
Beobachtende Fahndung; meist bei Extremverdacht; Bericht enthält Daten der Kfz-Insassen; wo; wie; wann
BefKW
Befehlskraftwagen
BePo
Bereitschaftspolizei (nicht zu verwechseln mit BP = Kfz-Kennzeichen der Bundespolizei)
BeSi
Beweissicherung (nicht zu verwechseln mit BeDo; eine Maßnahme, um eine qualifizierte Strafverfolgung zu gewährleisten)
BEWA
Bewaffnet
BFE
Beweissicherungs- und Festnahmeeinheit (s. BFHu)
BFH o. BFHu
Beweissicherungs- und Festnahmehundertschaft (Teil der Bereitschaftspolizeien, welcher in speziellen Festnahmetechniken und schnellen Eingreiftaktiken ausgebildet ist)
BFS
besondere Fußstreife
BG
Beratergruppe, Spezialistengruppe die den Polizeiführer bei bestimmten Lagen unterstützt.
BGS
Bundesgrenzschutz, alte Bezeichnung der jetzigen Bundespolizei (BPOL)
BIA
Büro für Interne Angelegenheiten (AT)
BK
Bundeskriminalamt (AT)
BKA
Bundeskriminalamt (DE)
BKI
Bezirkskriminalinspektion (verwendet durch Polizei Schleswig-Holstein)
BMI
Bundesministerium des Innern (DE), Bundesministerium für Inneres (AT)
BOE
Basis-Organisations-Einheit (Dienstgruppe)
BP
Bereitschaftspolizei
Kfz-Kennzeichen der Bundespolizei
Blutprobe
BPA
Bundespersonalausweis
Bereitschaftspolizeiabteilung
BPD
Bereitschaftspolizeidirektion (DE)
BPD
Bundespolizeidirektion (AT)
BPdL
Bereitschaftspolizeien der Länder
BPOL
Bundespolizei
BPH
Bereitschaftspolizeihundertschaft (NRW)
BPK
Bezirkspolizeikommando (AT)
BPOLABT
Bundespolizeiabteilung
BPOLAMT
Bundespolizeiamt
BPOLD
Bundespolizeidirektion
BPOLI
Bundespolizeiinspektion (lösen die alten BPOLÄmter ab)
BPOLP
Bundespolizeipräsidium
BPOLR
Bundespolizeirevier
BPP
Bereitschaftspolizeipräsidium
BR
Bezirksregierung (nicht bundesweit)
Brille
Abschlepphilfe für rollfähige Fahrzeuge
BS
Beschuldigter (nicht-amtlich)
BSD
Besonders schwerer Fall des Diebstahls
BSD
Bezirks- und Schwerpunktdienst
BSH
Brandmittelsuchhund
BtM oder BTM
Betäubungsmittel
BTMK
Betäubungsmittelkonsument / Betäubungsmittelkriminalität
BuF
Beobachtungs- und Feststellungsbericht
Bünabe
Bürgernaher Beamter (Hamburg), siehe Kontaktbereichsbeamter
BUPOL
Bundespolizei (RLP)
BV
Beschuldigtenvernehmung (nicht-amtlich)
BvD
Beamter vom Dienst
Beamter vom Direktionsdienst (jeweils nicht bundesweit)

## C
CNP
Corporate Network Police (bundesweites Polizeisondernetz für die drahtgebundene Telekommunikation TKSoNe)
Cäsar
Dienststelle, z. B. in „Kommen Sie Cäsar!“
Bezeichnung für Auftrag per FMS (RLP)

## D
D (auch Dora)
Dienst auf der Wache
DAB
Dienstantrittsbescheid
DAL
Dienstabteilungsleiter
DASTA
Daten und Auskunftsstation
DG
Dienstgruppe
DGF
Dienstgruppenführer
DGL
Dienstgruppenleiter
DGP
Dienstgruppe Präsenz (Hamburg)
DEG
Dezentrale Ermittlungsgruppe
DEIG
Distanzelektroimpulsgerät (engl.: Taser)
DHF
Diensthundführer
DHFSt
Diensthundführerstaffel
DHFüKW, auch DHuFüKW
Diensthundführerkraftwagen
DHI
Diensthundeinspektion (AT)
Dir
Direktion
DirGE
Direktion Gefahrenabwehr/Einsatz (NRW)
DirK
Direktion Kriminalität (NRW)
DirLKA
Direktor des Landeskriminalamtes (Bezeichnung für den Leiter nur NRW, Meckl.-Vorpommern, Sachsen-Anhalt)
DirV
Direktion Verkehr (NRW)
DirZA
Direktion Zentrale Aufgaben (NRW)
DirBüro
Direktionsbüro
DirL
Direktionsleiter
DLB
Dienstleiterbesprechung
Draht, Drahtgespräch
Telefonat über Festnetz oder Mobilfunknetz (z. B. „Kommen Sie über Draht!“)
Dräger
Begriff für den Alkohol- oder Drogenvortest (Name des Herstellers)
DSL
Dienststellenleiter/Dienstschichtleiter
DST
Datenstation, damit ist eine Abfrage gemeint (INPOL, POLAS)
DuSu
Durchsuchung
DVR
Dienstverichtungsraum
DWE
Dämmerungswohnungseinbruch
DuZ
Dienst zu ungünstigen Zeiten

## E
EA
Einsatzabschnitt
Einsatzabteilung (Baden-Württemberg)
EAV
Eignungsauswahlverfahren (nicht bundesweit)
EB
Einweisungsbeamter
Einstellungsberater
Einsatzbearbeiter (Elst)
Exekutivbediensteter (AT)
EB
„Warten!“ (im Funkverkehr Abk. für „Erbitte Bedenkzeit“); Überbleibsel aus dem Tastfunk (Morse-Code)
ED
Einbruchdiebstahl
Erkennungsdienst
EDV
elektronische Datenverarbeitung
EE
Einsatzende („Doppel-Emil“)
Einsatzeinheit (AT)
EHu oder EH
Einsatzhundertschaft
EKIS
Elektronisches Kriminalpolizeiliches Informations System (AT)
EL
Einsatzlehre
Elst
Einsatzleitstelle
ELO
Einsatzleiter (vor) Ort
EO
Einsatzort
Ereignisort
EK
Ermittlungskommission
EKdo Ekdo
Einsatzkommando
EKHK
Erster Kriminalhauptkommissar
EM
Einsatzmittel (FustKW, Funkgeräte u. a.)
EMA oder EWO
Überprüfung beim Einwohnermeldeamt
EMD
Entminungsdienst (AT)
EMS
Einsatzmehrzweckstock (auch EMS-A - Ausziehbar) – Tonfa
EP
Essensaufnahme (Pause)
EPHK
Erster Polizeihauptkommissar
EPOST 810
Bundesweites webbasiertes polizeiinternes Fernschreibnetz und -Programm.
ERMI
Ermittlung (Beispielsweise an der Halteranschrift)
ESD
Einsatz- und Streifendienst
Entschärfungsdienst (AT)
ET
Einsatztrupp, zivile Einheit zur Bekämpfung bestimmter Kriminalitäts- und Deliktsbereiche
Einsatztraining
Einsatztarnfahrzeug, PKW und Beamte treten in Zivil auf
ET-AP
Einsatztrupp Autobahnpolizei
ETA
Einsatztaktische Ausbildung (gPVD)
ETR
Einsatzbezogenes Training
EuHb
Europäischer Haftbefehl (AT)
EZ
Einsatzzentrale
EKA
Einsatzstock, kurz, ausziehbar (Teleskopschlagstock)
EKAA
Elektronische Kriminal-Akten-Archivierung

## F
Fari (inoffiziell)
Fahrtrichtung, Richtung, in die sich ein Verkehrsteilnehmer mit seinem Fahrzeug bewegt hat, bewegt oder bewegen soll
FAO
Fahndung, Aufklärung und Observation
FiaZ
Fahren im angetrunkenen Zustand
FE
Fahrerlaubnis; Führerschein
FEM oder FuEM
Führungs- und Einsatzmittel, sämtliche Ausstattungsgegenstände die der Polizei zur Bewältigung einer Lage zur Verfügung stehen.
FEST
Flugeinsatzstelle (Österreich)
FESt
Führungs- und Einsatzstab
FiüZ
Fahren im übermüdeten Zustand
FK
Fachkommissariat
FKW
Funkkommandowagen (z. B. bei Hundertschaften)
FKB
Fußball-Szenekundiger Beamter (s. a. SKB)
FL
Führungslehre
FLD
Führungs- und Lagedienst (nicht bundesweit)
Fluri
Fluchtrichtung (inoffiziell)
FLZ
Führungs- und Lagezentrum
Führungs- und Lagezentrale
FoFe
Fahren ohne Fahrerlaubnis (inoffiziell)
FPD
Freiwilliger Polizeidienst (Baden-Württemberg)
FR
Fahrtrichtung; siehe Fari (inoffiziell)
FSH
Fährtensuchhund
FuD
Fahren unter Drogeneinfluss
FuG
Funkgerät (auch in der Bundeswehr)
FuKrad
Funkkraftrad (Motorradstreife)
FustKW
Funkstreifenkraftwagen (v. a. Nordrhein-Westfalen)
FuStW
Funkstreifenwagen
FüSt
Führungsstelle, sie hat Verwaltungs-, Kontroll- und Koordinationsaufgaben innerhalb ihrer Unterabteilung (nicht bundesweit)
FuWa
Funkwagen (nicht bundesweit)

## G
gD
gehobener Dienst
ge
Gustav Emil = gewalttätig
GE
Gefahrenabwehr / Einsatz; Abteilung innerhalb einer Polizeibehörde
GefKW
Gefangenenkraftwagen
GefKV
Gefährliche Körperverletzung
GeSa
Gefangenensammelstelle
GEWA
Gewalttäter
GGSK
Größere Gefahren-, Schadenlagen und Katastrophen
GLB
Gruppenleiterbesprechung
GPI
Grenzpolizeiinspektion (AT)
GruKW
Gruppenkraftwagen
GS
Gefahrenabwehr und Strafverfolgung, Abteilung innerhalb einer Polizeibehörde
Geschädigter
GSA
Grenzschutzabteilung
gSE
großes Schadensereignis
GSG 9 BPOL
GSG9 der Bundespolizei (früher Grenzschutzgruppe 9, heutzutage ein Eigenname)
GSH
Grenzschutzhundertschaft
GSK
Grenzschutzkommando
GSL
Großschadenslage, vgl. polizeiliche Lage
GT
Geschlechtsteil
Gerichtstermin
GV
Geschlechtsverkehr

## H
HB
Haftbefehl
HBF
Haftbefehl (RLP)
hD
höherer Dienst
HF, HUFÜ
Hundeführer auch: Hundertschaftführer (Bereitschaftspolizei)
HG
Häusliche Gewalt
HGVP
Häusliche Gewalt/Vermisste Personen (Datenbank NRW)
HGruKW
Halbgruppenkraftwagen
HILO, HILOPE
Hilflose Person (inoffiziell)
HöSSPF
Höchster SS- und Polizeiführer (historisch)
HSSPF
Höherer SS- und Polizeiführer (historisch)
Hummel
Polizeihubschrauber (NRW)
HuTruFü
Hundertschaftstruppführer
HUU
Hauptunfallursache
HUW, HWE
Haus- und Wohnungseinbruch
HVA
Hohes Verkehrs-Aufkommen
HvD
Höherer Beamter vom Dienst
HWG
Häufig wechselnde Geschlechtsverkehrspartner (Polizeidienstliche Bezeichnung für Prostituierte)
HfPol
Hochschule für Polizei

## I
IBP oder IBPdL
Inspekteur der Bereitschaftspolizeien der Länder
IDF
Identitätsfeststellung
IGVP
Integrationsverfahren Polizei, Datenbearbeitungsprogramm (BAY und NRW)
INPOL
Informationssystem der Polizei
IB
In Beschäftigung

## J
JAA
Jugendarrestanstalt
JIT
Jugendlicher Intensivtäter (NRW)
JVA
Justizvollzugsanstalt

## K
K
Kommissariat
Kriminalpolizei (Jargon)
KA
Kontrollaufforderung (Schreiben, nach dem ein Fahrzeugführer bestimmte Dokumente vorlegen muss)
KA
Kommissaranwärter (Dienstgrad; NRW)
KAN
Kriminalaktennachweis
KB
Kommissarbewerber
KBV
Keine besonderen Vorkommnisse
KDD
Kriminaldauerdienst
KED
Kriminal- und Ermittlungsdienst
KEE
Kontakt-, Ermittlungs- und Erhebungsbereich (Organisationseinheit innerhalb einer PI; nicht bundesweit)
KF
Keine Feststellung
KG
Kriminalgruppe, in dieser Organisationseinheit sind Kriminalkommissariate zusammengefasst (nicht bundesweit)
KHK
Kriminalhauptkommissar
KI
Kriminalinspektion
KI ST
Kriminalinspektion Polizeilicher Staatsschutz
KIT
Kriseninterventionsteam
KK
Kriminalkommissar
Kriminalkommissariat – Organisationseinheit einer Unterabteilung der die Aufklärung von Straftaten obliegt (im Bereich der ihnen zugewiesenen Deliktsfelder)
KKI
Kriminalkommissariat in der Inspektion
KL
Kommissariatsleiter
KLV
Vertreter des Kommissariatsleiters
KMRD
Kampfmittelräumdienst
KOB
Kontaktbereichsbeamter
Kombi
Gleichzeitige Überprüfung – Person und Kennzeichen (siehe ADV)
KOK
Kriminaloberkommissar
KoPlaWu
Kopfplatzwunde
KOST
Kontrollstelle (RLP)
KPB
Kreispolizeibehörde
KPMD
Kriminalpolizeilicher Meldedienst
KPO
Kriminalprävention/Opferschutz
KPSt
Kriminalpolizeistation (Schleswig-Holstein)
KradG
Kradgruppe
KradSt
Kradstaffel
KTU
Kriminaltechnische Untersuchung
KTD
Kriminaltechnischer Dienst
KvD
Kriminalbeamter vom Dienst (ranghöchster Kriminalbeamter, der sich im Dienst befindet)
Kraftfahrer vom Dienst
Kommissar vom Dienst
KvL
Kommissar vom Lagedienst
KVT
Klemmverschlusstütchen (etwa zur Aufbewahrung von Betäubungsmitteln)
Kv oder KV
Körperverletzung
gef KV
gefährliche Körperverletzung
s KV
schwere Körperverletzung (RLP)
K-Wache
Kriminalwache
KatS
Katastrophenschutz

## L
L
Leiter (L/HW – der Hauptwache, L/PI – der Polizeiinspektion etc.)
Ladi
Ladendiebstahl
Ladendieb
LAFP
Landesamt für Ausbildung, Fortbildung und Personalangelegenheiten der Polizei Nordrhein-Westfalen
LaPo
Landespolizei
Lapoldi
Landespolizeidirektor (Jargon)
LauKW
Lautsprecherkraftwagen
LeiKo
Leitungskonferenz
LEZ
Lage- und Einsatzzentrale
Leiter Einsatzzentrale
LEWIS
Landesweites Einwohnermeldeinformationssystem (Baden-Württemberg)
LFZ
Leiter – Führungsgruppe – Zug (Stellvertretender Zugführer, Bereitschaftspolizei NRW), Lage und Führungszentrum
Libi
Lichtbild (Fotografie)
LimaKW
Lichtmastkraftwagen (Fahrzeuge mit ausfahrbaren Lichtmasten)
limo
Straftäter links motiviert (POLAS-Kennung)
LKA
Landeskriminalamt
LLst
Landesleitstelle
LPD
Leitender Polizeidirektor
Landespolizeidirektion (Berlin, AT)
LPK
Landespolizeikommando
LPP
Landespolizeipräsidium, Landespolizeipräsident
LRSt
Landesreiterstaffel
LSA
Lichtsignalanlage (Ampel)
LSt
Leitstelle
LStab
Leitungsstab
LTW
Liegendtransportwagen
LZ
Lagezentrum (nicht bundesweit)
LZA
Lichtzeichenanlage (Ampel)
LZPD
Landesamt für Zentrale Polizeiliche Dienste NRW

## M
MBD
Munitionsbergungsdienst
mD
mittlerer Dienst
MEFG
Mobile Einsatz- und Fahndungsgruppe
MEK
Mobiles Einsatzkommando
MEM
Mobile ethnische Minderheit (Polizeidienstliche Bezeichnung für Roma und Sinti)
MEPolG
Musterentwurf eines einheitlichen Polizeigesetzes
MES
Mehrzweckeinsatzstock
MFE
Mobile Fahndungseinheit
MIT
Mitgehört
MK
Mordkommission
Mängelkarte
MKÜ
Mobile Kontroll- und Überwachungseinheiten
MOT
Autobahnpolizei (z. B. in Oldenburg)
MOZ
Meldeort und -zeit (Termin, bei dem sich Polizeieinsatzkräfte am Einsatzort oder an einer Kräftesammelstelle beim Polizeiführer bzw. Einsatzleiter melden müssen)
mPVD
Mittlerer Polizeivollzugsdienst
MTW
Mannschaftstransportwagen
MüF
Mitteilung über Fahrzeugmängel (ehem. „Mängelanzeige“)
MuK
Massen- und Kleinkriminalität

## N
Nafri
Nordafrikaner / nordafrikanischer Intensivtäter
NAH
Notarzthubschrauber
NAW
Notarztwagen
NEF
Notarzteinsatzfahrzeug
negativ
verneinend
Neun
Bestätigung am Funkgesprächsende
NiA
Nationale (= Personaldatenblatt) im Akt (AT)
noeP
Nicht offen ermittelnder Polizeivollzugsbeamter
NW 1 (oder 2, 3 ... usw.)
Formularbezeichnung der Polizei NRW
NZG
nicht zuzuordnender Gegenstand

## O
OA
Ordnungsamt
OB
ohne Beanstandungen
OBV
Ohne besondere Vorkommnisse
OE
Organisationseinheit
OK
organisierte Kriminalität, bekannteste Vertreter der organisierten Kriminalität ist die Mafia
OLO
Obdachloser
OfW
Ohne festen Wohnsitz
OE-Beleg
Ordnungswidrigkeitenerfassungs-Beleg
OM
Organmandat, direkt (= ohne verwaltungsstrafverfahren) vom Polizisten ausgestellte und einkassierte Strafverfügung (AT)
OS
ohne Suchvermerk
OvD
Oberbeamter vom Dienst (veraltet)
OWi
Ordnungswidrigkeit

## P
P101
Wohnsitzüberprüfung (RLP)
PA
Polizeiakademie (Berlin)
PäD
Polizeiärztlicher Dienst – Dienststelle für die medizinische Versorgung und Betreuung der Polizeibeamten (nicht bundesweit)
PAng
Polizeiangestellter
PASt
Polizeiautobahnstation (nicht bundesweit)
PAZ
Polizeianhaltezentrum (Österreich)
PB
Polizeiliche Beobachtung (Personenfahndung)
PD
Polizeidirektor
Polizeidirektion
Polizeidienstkunde
PDK
Polizeidienstkunde
PDHE
Polizeidiensthundeeinheit (AT)
PDU
Polizeidienstunfähig (Beamtenrecht)
PDV
Polizeidienstvorschrift
PE
Polizeiliches Einsatzverhalten (Bayern)
PEKO
Personenkontrolle
PF
Polizeiführer
Personalienfeststellung
PFV
Personenfeststellungsverfahren
PFW
Polizeifreiwilliger (Baden-Württemberg)
PG (auchPGD)
Polizeigewahrsam; Polizeigewahrsamsdienst
PHK
Polizeihauptkommissar
PHM
Polizeihauptmeister
PHW
Polizeihauptwache, jeweilige Hauptwache einer Polizeiinspektion (nicht bundesweit)
Polizeihauptwachtmeister
PI
Polizeiinspektion
PIAV
Polizeilicher Informations- und Analyseverbund
PIF
PI Fahndung (nur Bayern; löste die Grenzpolizeiinspektion der GrePo ab)
PK
Polizeikommissar
Personenkontrolle
Polizeikommissariat
PKA
Polizeikommissaranwärter
PKS
Polizeiliche Kriminalstatistik
PM
Polizeimeister
PMA oder PMAnw
Polizeimeisteranwärter
PÖA
Presse- und Öffentlichkeitsarbeit
Pol
Kurzbezeichnung für Polizei
PolG
Polizeigesetz
POK
Polizeioberkommissar
POLAS
Polizei-Auskunfts-System
POLADIS
Polizeiliches Auskunfts-, Datenverarbeitungs- und Informationssystem (RP)
POLIKS
Polizeiliches Landessystem zur Information, Kommunikation und Sachbearbeitung (Berlin)
POM
Polizeiobermeister
POR
Polizeioberrat
POS
Polizeilicher Objektschutz
POS
Personen- und Objektschutz
P
(Polizei-)Präsident
PP
Polizeipräsidium
Polizeipräsident
PPr
Polizeipräsidium, Polizeipräsident (Berlin)
PPo
Polizeiposten
PPS
Police-Pilot-System Geschwindigkeitsmessungen
PR
Polizeirat
PrävBA
Präventionsbeauftragter Abschnitt (Berlin)
PrävBDir
Präventionsbeauftragter Direktion (Berlin)
PRev
Polizeirevier
PRdS
Präsidialrundschreiben
ProVida
Zivilfahrzeuge mit System für Videoüberwachung und Abstandsmessung
PSD
Polizeisonderdienste, Abteilung innerhalb einer Behörde, in der Dienststellen zusammengefasst sind, die zentrale Aufgaben für alle anderen Dienststellen wahrnehmen.
PSt
Polizeistation
PTLV
Präsidium für Technik, Logistik und Verwaltung
PV
Platzverweis (Person die eines öffentlichen Platzes verwiesen wurde)
PVA
Polizeiverwaltungsamt
PVB
Polizeivollzugsbeamter mit den Varianten mPVD, gPVD und hPVD
PVG
Polizeiliches Verwarnungsgeld
PvD
Polizeiführer vom Dienst (leitender Beamter für einen Bereich)
PVP
Polizeivizepräsident
PW
Polizeiwache, nicht zwingend 24 Stunden am Tag besetzte Dienststelle, die als Standort zur Verkürzung von Einsatzzeiten dient.
PZSt
Polizeizentralstation (Schleswig-Holstein)

## Q
(Vergleiche auch: Q-Schlüssel)
QFG
Am Einsatzort eingetroffen
QRM
Funkstörung („Matsch“)
QTA
Die Sache hat sich erledigt
QTH
Standort

## R
R+H
Reiter- und Hundestaffel
RA
Rechtsanwalt
RAKK
Register ausländischer Kfz-Kennzeichen
RB
Regionalbeauftragter
RED
Reviereinsatzdienst
RG-Hund, RSH
Rauschgiftsuchhund
RMS
Rettungs- und Mehrzweckstock (Tonfa)
RSG
Reizstoffsprühgerät
RST
Reiterstaffel
RTH
Rettungshubschrauber
RTK
Rundumlicht-Ton-Kombination (Marke der Firma Hella KGaA Hueck & Co.)
RTW
Rettungswagen (Rettungstransportwagen)
RVD
Revierverkehrsdienst
RWM
Rundfunkwarnmeldung
RKI
Regionale Kriminalinspektion
RW
Reizstoffwurfkörper

## S
S
Schutzpolizei (Jargon)
SanKW
Sanitätskraftwagen
Sb
Sachbearbeiter oder Sachbereich
Schließacht
Handfessel / Handschellen
Schupo
Schutzpolizist
Schutzpolizei (Jargon, historisch)
SchwD
Schwerpunktdienst
SE
Spezialeinheiten, hoch spezialisierte Einheiten für den Einsatz bei erhöhter Gefährdungslage
Sondereinsatz
SEK
Spezialeinsatzkommando/Sondereinsatzkommando, Spezialeinheit für Zugriffsmaßnahmen im Bereich der Schwerstkriminalität
SG
Sachgebiet
Signal „0“
Ankündigung über Funk an/von der Leitstelle, dass Sonder- und Wegerechte freigegeben sind bzw. in Anspruch genommen werden.
SILE oder Silei
Sicherheitsleistung
SIS
Schengener Informationssystem
SiWa
Sicherheitswacht
SKB
Szenekundiger Beamter, Zuständige Beamte bei Fußballspielen
SOKO oder SoKo
Sonderkommission
SoSi
Sondersignal
SPE
Schwerpunkteinsatz
SpuSi
Spurensicherung, Bezeichnung für die Tätigkeit wie auch die hierfür zuständige Dienststelle bei schweren Delikten
SSA
Sondersignalanlage
SSPF
SS- und Polizeiführer (historisch)
StA
Staatsanwalt/Staatsanwaltschaft
StaKo
Standkontrolle
Status 1
Frei auf Funk (FMS)
Status 2
Frei auf Wache (FMS)
Status 3
Auf dem Weg zum Einsatzort (FMS)
Status 4
Am Einsatzort (FMS)
Status 5
Sprechwunsch (FMS)
Status 6
Fahrzeug abgemeldet (FMS)
Status 7
Datenabfrage/Dringende Vorgangsfertigung (FMS)
Status 8
Sonderauftrag (FMS)
Status 9
Dringender Sprechwunsch (FMS)
Status 0
Notruf (FMS)
STST
Ständiger Stab
SW
Sonderwagen
SWG
Schusswaffengebrauch

## T
TAFT
Täter auf frischer Tat
TaO
Täter am Ort
TÄT
Tätigkeiten, statistische Kurzbezeichnung für die Menge aller Maßnahmen zur Ahndung von Verkehrsverstößen (nicht bundesweit)
TBE
Tankbetrug
TD
Taschendiebstahl
TEE
Technische Einsatzeinheiten
TEK
Technisches Einsatzkommando
TKSoNe
Telekommunikationssondernetz
TKÜ
Telekommunikationsüberwachung
TLT
Taktischer Lautsprecher Trupp (Polizei Hessen)
TO
Tatort
TOG
Tatortgruppe
TSK
Transport Schutz Kommando
TÜ
Telekommunikationsüberwachung
Telefonüberwachung
TU
Taktische Unfallmeldung
TV
Tatverdächtiger
TWE
Tageswohnungseinbruch
Trennung
Sprechfunkbegriff für Bindestrich auf Kennzeichen

## U
UB
Unfallbeteiligter
U-HB
Untersuchungshaftbefehl
UML
„Umläufer“
UMEL
Unfallmeldung (inoffiziell) gem. § 142 Abs. 3 StGB
USBV
Unkonventionelle Spreng- und Brandvorrichtung
USK
Unterstützungskommando (Bayern) (Teil der Bereitschaftspolizei Bayern → in allen anderen Bundesländern BFE)
UT
Unbekannte(r) Täter
Uz
Unbekannter Zeuge
Unterzeichner (Aktenvermerk)
UZ oder UZW
Unmittelbarer Zwang
ÜKDO
Überfallkommando (Seit 1921 in Frankfurt am Main als robuste Notinterventions- und Zugriffseinheit)

## V
VA
Verkehrsanzeige, alle Strafanzeigen, die vor allem Verkehrsdelikte sind (Bearbeitung durch die Verkehrspolizei)
VAMA
Videomessanlage, festinstallierte Anlage zur Abstandsüberwachung auf Autobahnen.
VB
Verkehrsbehinderung, Behinderung des Verkehrsflusses durch falsch abgestellte Fahrzeuge oder sonstige Gegenstände oder Personen im Verkehrsraum
Verbindungsbeamter
Verbrechensbekämpfung
VD
Verkehrsdienst
VD-AP
Verkehrsdienst Autobahnpolizei
VDGr
Verkehrsdienstgruppe
VDT
Verdacht der Trunkenheit
VE
Verfügungseinheit
verdeckter Ermittler
v.E.e.
„vor Eintreffen erledigt“, d. h. Einsatzgrund ist vor dem Eintreffen der Einsatzkräfte (bereits) entfallen
VEMAGS
Verfahrensmanagement für Großraum- und Schwertransporte
VF
Vorläufige Festnahme
VG
Verwarnungsgeld
Verhandlungsgruppe
Verfügungsgruppe
VGL
Verfügungsgruppenleiter
V-HB
Vorführ-Haftbefehl
VI
Verkehrsinspektion
VK
Verkehrskommissariat
VK
Verkehrskontrolle
Vorkommnis
VKS
Verkehrskontrollsystem der Fa. VIDIT-Systems zur Überwachung von Geschwindigkeit, Abstand und LZA
VkSB
Verkehrssicherheitsberater (Berlin)
VL
Verwaltung und Logistik, Abteilung die für Personalangelegenheiten, Beschaffung und verwaltungstechnische Aufgaben zuständig ist.
VmZ
Verwarnung mit Zahlungsaufforderung (Verwarnungsgeld)
VN
Vorkommnisnummer, oder auch Ereignisnummer (RLP)
VNr
Vorgangsnummer
VOWi
Verkehrsordnungswidrigkeit
VP
Verkehrsposten
Vertrauensperson
Vermisste Person
VPI
Verkehrspolizeiinspektion
VSB
Verbrechens-Sachbearbeiter-Besprechung
VT
Verkehrsteilnehmer
Verkehrstechnik
VU
Verkehrsunfall mit den Formen
VUKI
Verkehrsunfall innerorts
VUKA
Verkehrsunfall außerorts
VUKV / VU ohne / VU Sach, VUS
Verkehrsunfall, keine Verletzten / Verkehrsunfall ohne Verletzte / Verkehrsunfall mit Sachschaden
VUPS, VU mit, VU Pers, VUP (Rheinland-Pfalz)
Verkehrsunfall mit Personenschaden
VU DF
Verkehrsunfall mit Dienstfahrzeug
VUSW
Schwerwiegender Verkehrsunfall
VU-Flucht, VUF, VUFL (Bayern)
Verkehrsunfall mit unerlaubten Entfernen vom Unfallort („Unfallflucht“)
VUFP
Verkehrsunfall mit unerlaubten Entfernen vom Unfallort und Personenschaden
VU Ex
Verkehrsunfall mit tödlichen Folgen („Exitus“)
VUPol
Verkehrsunfall mit Beteiligung der Polizei (NRW), scherzhaft VUPolPol: Zusammenstoß zweier Polizeiwagen
VUD
Verkehrsunfalldienst
VUP/O
Verkehrsunfallprävention/Opferschutz
VUA
Verkehrsunfallaufnahme(gruppe)
VÜ
Verkehrsüberwachung
VÜB
Verkehrsüberwachungsbereitschaft, frühere Bezeichnung der Autobahnpolizei in Nordrhein-Westfalen
VUT
Vermisste, Unbekannte Tote – Ein zusammengefasster Arbeitsbereich der Kriminalpolizei
VVA
Verkehrsvergehensanzeige, Anzeige auf Grund einer Verkehrsstraftat (nicht bundesweit)
VZ
Verkehrszeichen

## W
WaPo
Wachpolizei
WaSchuPo
Wasserschutzpolizei (nicht offiziell)
WaWe
Wasserwerfer
WDF
Wachdienstführer (nicht bundesweit)
WE-Meldung
Meldung über ein wichtiges Ereignis (via Lagezentrum)
WEGA
Wiener Einsatzgruppe Alarmabteilung (AT)
WL
Wachleiter
w.P.b.
weitere Personalien bekannt
WSP
Wasserschutzpolizei
WSPVO
Wasserschutzpolizeiverordnung
WSPW
Wasserschutzpolizeiwache
WuG
Waffen und Gerät (z. T. auch die Bezeichnung des damit befassten Beamten – der WuG)
WvD
Wachtmeister vom Dienst (veraltet)

## X
XP
Personenüberprüfung (Erst Nachnamen, dann Geburtsdatum, dann Vornamen)
XS
Sachgegenstandsüberprüfung (Beim Kennzeichen Stadt meist gesprochen)

## Z
zA
zur Anstellung Dienstgradzusatz vor Ablauf der Probezeit (z. B. PK zA)
ZAG
Zivile Aufklärungsgruppe (USK)
ZAE
Zentrale Ausnüchterungseinrichtung
ZB
Zwischenbericht
zbV
zur besonderen Verfügung, „Beamter z. b. V.“
ZEG
Zentrale Ermittlungsgruppe
Zivile Einsatzgruppe
ZEH
Zivile Ermittlungshundertschaft
ZEVIS
Zentrales Verkehrs-Informationssystem des deutschen Kraftfahrt-Bundesamtes
ZFE
Zentrale Fahndungseinheit
ZFG
Zivile Fahndungsgruppe
ZFR
Zentrales Fremdenregister (Österreich)
ZIF
Zivile Fahndung / Zivil-Fahnder
ziv
zivil(e) Kräfte
ZK / ZS
Zahlkarte / Zahlschein (Überweisungsformular für Verwarnungsgeld)
ZKK
Zentralkommissariat
ZMR
Zentrales Melderegister (AT)
ZOS
Zentraler Objektschutz
ZP
Zielperson
ZV
Zeugenvernehmung
ZPD
Zentrale polizeiliche Dienste (bzw. Zentrale polizeitechnische Dienste), Abteilung die für alle Behörden eines Bundeslandes zentrale Aufgaben im Bereich der Technik wahrnimmt
Zentraler Psychologischer Dienst (Bayern)
Zentrale Polizeidirektion (Niedersachsen)
ZSK
Ziviles Streifenkommando
ZuMiLa
Zugmaschine mit Ladeeinrichtung, Fachbegriff für die bei der Bereitschaftspolizei eingesetzten Unimogs mit Frontlader und Ladekran
ZVR
Zentrales Vereinsregister (Österreich)